# Yoctómetro

Es más pequeño que un átomo

El yoctómetro es la unidad de longitud equivalente a una cuatrillonésima parte de un metro. Se abrevia ym. La luz en el vacío tarda aproximadamente 6,2×1010 tiempos de Planck para recorrer esta distancia. Un núcleo atómico tiene un diámetro del orden de 1015 ym.
1 ym = 1×10−24 m

## Otras equivalencias
1 am = 1.000.000 ym
1 zm = 1000 ym